# بورسعيد (فلم)
بورسعيد - المدينة الباسلة هو فيلم مصري من تأليف وإخراج عز الدين ذو الفقار، عُرض في 8 يوليو عام 1957 بـسينما ريفولي، أي بعد جلاء العدوان الثلاثي على مصر في 23 ديسمبر 1956 بأقل من 7 أشهر. صورت مشاهد الفيلم الخارجية في أماكنها الطبيعية في مدينة بورسعيد، سواء في وقت العدوان أو عقب الانسحاب. أما المشاهد الداخلية صُورت في استوديو مصر. وكان الفيلم «سكوب» أسود وأبيض ومدة عرضه على الشاشة 130 دقيقة. صنع الفيلم بإشراف من الحكومة المصرية، حيث اجتمع جمال عبد الناصر وعبد الحكيم عامر وأنور السادات بـ فريد شوقي وتم الاتفاق على صناعة الفيلم.

## قصة الفيلم
تدور الأحداث في مدينة بورسعيد حيث هناك أسرة وبقايا أسرة تربط بين الاثنين جيرة، وألفة ودماء أبوين وهبا شهيدين في حرب فلسطين، الأسرة الأولى مكونة من فتحي الضابط البحري (شكري سرحان) وشقيقته وفية (هدي سلطان) وقد نشأ الاثنان بعد أن حرما من عطف الأم ومن رعاية الأب في حماية أم طلبة (زينب صدقي) التي تعيش مع ابنها طلبة (فريد شوقي) مدرب كتائب الحرس الوطني وطفلها مرزوق (سليمان الجندي) الطفل الذكي. هاتان الأسرتان تعيشان في هناء ويضاعف من قوة الصلات بينهما علاقة الحب العنيف التي تربط بين وفية وطلبة. وفي بورسعيد شخصية أخرى المرأة الإنجليزية الأصل المصرية النشأة مس بات (ليلي فوزي) وهي تبذل كل جهدها لأن تتقرب إلى أفراد الشعب .. وأن تغزو قلب فتحي وتبوء محاولتها الأولى بالفشل. لكن المحاولة الثانية تنجح .. ثم يقع العدوان الثلاثي الغاشم. وتدوي صافرات الإنذار. وتشاهد المدينة صراعاً عنيفاً ضد العدو .. صراع فيه بطولة .. فالكل يجود بالدم وصراع فيه خسة. فهناك عصابة من الجواسيس يرأسها جيمس (عز الدين ذو الفقار) وتساعده مس بات ويكشف فتحي سر العصابة فيقبض على ويليمز وتفر بات إلي مكان مجهول … حيث يساعدها مورهاوس (أحمد مظهر) على تكملة رسالة الش . وينكشف في المدينة معدن المصريين .. صاحبة المقهى تحول المكان إلى مأوي لأبناء المدينة. وأم الجندي الباسل الشاويش محمد تعيش مع كل طلقة .. وتموت مع الطلقة الأخيرة. المدينة كلها تتحول إلى جندي مقاتل .. بشوارعها التي تلتهمها النيران، والدبابات التي تجوب كل مكان حاملة آلية الموت والدمار، ويكتشف الأهالي أن شيكو الحلاق (توفيق الدقن) جاسوساً فيقبضون عليه ويستغلونه ضد القوات المعتدي . ثم يقتدون به طلبة وتستمر المدينة في نضالها حتي يكتب لها النصر.

## طاقم التمثيل
- فريد شوقي: (طلبة)
- هدى سلطان: (وفية)
- ليلى فوزي: (بات)
- شكري سرحان: (فتحي)
- زهرة العلا: (روايح)
- رشدي أباظة: (فايز)
- عز الدين ذو الفقار: (جيمس - الجاسوس)
- أمينة رزق: (صاحبة المقهى)
- سراج منير: (محافظ بورسعيد)
- زينب صدقي: (والدة طلبة)
- توفيق الدقن: («شيكو» - الحلاق)
- حسين رياض: (الشيخ رضوان)
- سليمان الجندي: (مرزوق)
- عدلي كاسب: (والد روايح)
- محمد رضا: (الشاويش محمد)
- نعيمة وصفي: (والدة الشاويش محمد)
- أحمد مظهر: (مورهاوس - ضابط إنجليزي)
- نور الدمرداش: (جوني)
- كمال ياسين: (من رجال المقاومة)
- كمال حسين: (محسن - من رجال المقاومة)
- رياض القصبجي: (عجرمة - من رجال المقاومة)
- عبد الغني النجدي: (من رجال المقاومة)
- إيهاب الأزهري: (ضابط إنجليزي)
- جورج يوردانيدس: (ضابط إنجليزي)
- حسن حامد: (ضابط إنجليزي)
- أنور زكي: (من رجال المقاومة)
- شفيق نور الدين: (من رجال المقاومة)
- زكي إبراهيم: (من رجال المقاومة)
- عبد المنعم إسماعيل: (من رجال المقاومة)
- منير الفنجري: (من رجال المقاومة)
- عبد العظيم كامل: (قائد القوات البحرية)
- زيزي البدراوي: (أخت روحية)
- ناهد سمير: (والدة وفية)
- إبراهيم جكلة
- أنور محمد
- أديب الطرابلسي
- كامل أنور
- صبري عبد العزيز
- عبد العزيز سعيد
- محمد سليمان
- شلاضيمو
- مختار السيد
- بدر نوفل

## فريق العمل
- إخراج: عز الدين ذو الفقار
- قصة وسيناريو: عز الدين ذو الفقار
- حوار: علي الزرقاني
- مدير التصوير: عبد الحليم نصر
- تصوير: كمال كريم
- تصميم المناظر: عبد المنعم بهنسي
- مونتاج: ألبير نجيب، حسن أحمد
- إنتاج: أفلام العهد الجديد (فريد شوقي)
- مدير الإنتاج: سعد محمد شنب
- أشرف على الإنتاج: حلمي رفلة
- موسيقى تصويرية: فؤاد الظاهري
- مؤثرات خاصة: حبيب خوري
- توزيع: أفلام مصر الجديدة
- تأليف الأغاني والأناشيد: عبد الله شمس الدين
- ألحان الأغاني والأناشيد: محمود الشريف

## الإنتاج
بدأ فريد شوقي إنتاج الفيلم في نهاية عام 1956 من خلال شركة أفلامه (أفلام العهد الجديد)، وأشرف علي الإنتاج المنتج والمخرج المعروف حلمي رفلة وبلغت تكاليف إنتاجه حوالي 35 ألف جنيه. واشترك في الفيلم عدد كبير من نجوم الخمسينات من بينهم : فريد شوقي، هدى سلطان، ليلى فوزي، شكري سرحان، زهرة العلا، أمينة رزق، حسين رياض، زينب صدقي، رشدي أباظة، توفيق الدقن، عدلي كاسب، نعيمة وصفي، نور الدمرداش، سراج منير، أحمد مظهر الذي كان في أدوراه الأولي وعز الدين ذو الفقار مخرج الفيلم.

## إهداء إلى عبد الناصر
وقد أهدي فريد شوقي نسخة من الفيلم إلى الرئيس جمال عبد الناصر وكتب فريد شوقي رسالة إلى «زعيم الحـ**ـرية جمال عبد الناصر» نشرتها جميع الصحف حينها بنفس العنوان قال فيها :
إن اللحظات التاريخية التي اجتازها شعب مصر خلال العدوان الثلاثي الغاشم أثبتت للعالم أننا شعب مجيد، قاوم بربرية المستعمرين ببسالة، وسطر في التاريخ بنصره أروع مواقف البطولة وهو يكافح من أجل القيم الإنسانية والحضارة والمستقبل، ومن أجل أن يسود السلام والحرية والطمأنينة والخير.
والفن المصري الذي كان مجرد وسيلة للتسلية في العهود البائدة، التي ساندت الاستعمار ضد الشعب، عرف دوره في هذه المعركة الوطنية فساهم ليصنع الساعات التاريخية بما وسعه الجهد، من أجل انتصار الإنسانية على البربرية، وانتصار الخير على الشر، وانتصار الحرية على الاستعمار. كان هناك دور ينتظر الفن، دوراً أكبر مما قام به خلال المعركة وهو يسجل وحشية المستعمرين وبربريتهم وخستهم وفظائعهم. قررت أن أنتزع للفن شرف القيام بهذه المهمة الجليلة، فأنتجت فيلم بورسعيد؛ الذي أقدمه اليوم مسجلاً فيه ما ارتكبته قوى البغي والعدوان من همجية وبربرية ووحشية.
إن فيلم بورسعيد سيقول للعالم الحر المؤمن بحق الإنسان في أن يعيش في سلام، بأنه رغم ما ارتكبته قوات الاستعمار الغاشم في المدينة الباسلة بورسعيد، إلا أنها عاشت لتعلن العالم أن الحرية ستنتصر في النهاية. إننا نؤمن اليوم بأن الفن رسالة ضخمة في الطريق الذي تسعي إليه البشرية من أجل اقرار السلام والحب والطمأنينة والخير، ولهذا جندنا كل قوانا ومواهبنا لتحقيق هذا الهدف السامي.
وأخيرا أرجو أن أكون قد أديت بهذا الفيلم بعض ما ينبغي أن اقوم به كمواطن مصري يؤمن بالحرية وحق الشعوب في أن تعيش حرة كريمة آمنة.

## كلمة السادات
وكتب السادات بخط يده كلمة ليضمها الكتيب الخاص بالفيلم وكافة مواد الدعاية له:
اهتز الضمير العالمي للمؤامرة التي دبرها المعتدون علي مصر. فقد تحالفت قوي الشر ممثلة في بريطانيا وفرنسا وصنيعتهما إسرائيل في الهجوم علي مدينة بورسعيد الباسلة، التي فتح المعتدون لها باعتدائهم الآثم عليها أوسع أبواب التاريخ والخلود. لقد أعمل المعتدون في بورسعيد التخريب والتدمير والحرق والسلب والنهب. لم يضربوا الأهداف العسكرية فحسب، بل ضربوا بقنابلهم ومدافع أساطيلهم مساكن المدنيين الآمنيين، وذهبوا في الهمجية إلي أبعد الحدود، فقتلوا النساء والشيوخ والأطفال، وضربوا المساجد والكنائس والمستشفيات. ولكن بورسعيد صمدت لهذا الاعتداء الغادر، وقاومته مقاومة الأبطال. فهي شبابها وشيوخها ونساؤها وأطفالها، هب كل أولئك صفاً واحداً في وجه العدوان، لاحاجة بهم إلى شيء من متاع الدنيا ولا شوق بهم فيها، فجاءوا بدمائهم العزيزة وفاضت أرواحهم الطاهرة، دفاعاً عن وطنهم. وذادوا عن كرامتهم وأعراضهم، حتي ارتد المعتدون على أعقابهم خاسرين. ونزلت بورسعيد من قلوب العالم جميعاً منزلها العزيز الكريم. وهذا الذي ستشاهدونه قد سجل ذلك الاعتداء الوحشي، وتابع المعركة الرهيبة منذ بدايتها، وهو ما كلف المخرجين والقائمين علي الفيلم أغلي التضحيات، فقد كانوا يعملون في ظروف عصبية، استرخصوا فيها أرواحهم، ووضعوا رؤوسهم على أكفهم، وكانوا فدائيين في أداء رسالتهم، حتي جاء هذا الفيلم سجلاً ناطقاً بوحشية المعتدين، وصفحة سوداء تدمغ كل ما يدعون وما يفترون، وشبحاً رهيباً يطاردهم ويلاحقهم في كل زمان ومكان.
جاء هذا الفيلم محققاً لما قصد منتجوه إليه من وقوف العالم بأجمعه على ما ارتكبه أعداء مصر. لا ضد مصر وحدها، ولكن ضد العالم الحر وضد مبادئ العدالة والأصول الإنسانية. هذا هو الفيلم «بورسعيد» الذي ستلمسون فيه الوطنية والإباء والتضحية والفداء.